# Узбекистанско-японские отношения
Узбекистанско-японские отношения — двусторонние отношения между Узбекистаном и Японией, установленные в январе 1992 года. Двусторонний товарооборот в 2021 году составил 169,2 млн долларов. В 1992—2015 годах объём экономической помощи, предоставленной Японией Узбекистану составил около 1 млрд долларов.

## История
Японцы посещали территорию Узбекистана ещё в XIX веке. Так, в 1880 году Токудзиро Ниси встретился с бухарским эмиром Музаффаром и в 1886 году опубликовал книгу «Путешествие в Туркестан».
Япония признала независимость Узбекистана 28 декабря 1991 года, дипломатические отношения между двумя странами были установлены в январе 1992 года. Посольство Японии в Ташкенте открылось в январе 1993 года. 16 — 19 мая 1994 года президент Узбекистана И. А. Каримов посетил Японию. Посольство Узбекистана в Токио открылось в феврале 1996 года.
В августе 2004 года по инициативе японской стороны в Астане прошла встреча министров иностранных дел в формате диалога «Центральная Азия — Япония», в которой принял участие представитель Узбекистана.
В августе 2006 года премьер-министр Японии Дзюнъитиро Коидзуми посетил Узбекистан. В 2011 году И. А. Каримов посетил Японию. В октябре 2015 года Узбекистан и остальные страны Средней Азии посетил премьер-министр Японии Синдзо Абэ.
17 — 19 декабря 2019 года президент Узбекистана Ш. М. Мирзиёев посетил Японию с официальным визитом и встретился с японским министром финансов Таро Асо.

## Экономическое сотрудничество
В 2021 году товарооборот составил 169,2 млн долларов. В 1992—2000 годах Япония оказала Узбекистану экономическую помощь в объёме 396 млн долларов. В 2001—2015 года объём экономической помощи Узбекистану со стороны Японии составил 609 млн долларов.
По состоянию на 2017 год Узбекистан был единственной страной Средней Азии, которая была связана с Японией прямым авиасообщением.

## Сотрудничество в сфере культуры
В 1999 году было создано общество дружбы «Узбекистан — Япония», основными партнёрами которого стали Ассоциация дружбы «Япония — Узбекистан» и Ассоциация культурно-экономического сотрудничества «Фукусима — Узбекистан». Был создан Узбекско-Японский центр, который стал проводить бизнес-тренинги и курсы японского языка. В 2004 году на территории Университета Сока был установлен памятник А. Навои. C 2003 года ведёт свою деятельность Международный караван-сарай культуры Икуо Хираямы.

## Послы Узбекистана в Японии
- Мухсинхужа Абдурахманов (назначен в 2021 году)[11].

## Послы Японии в Узбекистане
- Хатори Такаси (по состоянию на 2023 год)[12].